# LACE
LACE (Low-power Atmospheric Compensation Experiment) o USA 51 fue un satélite artificial del Departamento de Defensa de los Estados Unidos lanzado el 14 de febrero de 1990 mediante un cohete Delta desde Cabo Cañaveral.
La misión de LACE consistía en hacer de objetivo de haces láser de baja energía lanzados desde una base en tierra para estudiar la distorsión que sufren debido a la atmósfera y buscar métodos de compensación.
El satélite se estabilizaba mediante gradiente gravitatorio y no poseía propulsores de control. Los haces láser se disparaban desde estación óptica de la Fuerza Aérea en Maui (AMOS por sus siglas en inglés) y eran detectados por los sensores infrarrojos del satélite, que enviaba datos sobre la posición del haz láser con los que la estación de tierra ajustaba el haz mediante óptica adaptativa para compensar la distorsión atmosférica.
Además del experimento con láseres, el satélite portaba otros experimentos:
- UVPI (Ultra-Violet Plume Imaging): experimento de detección de gases de escape de cohetes mediante dos cámaras CCD.
- ORD (Optical Radiation Detection): experimento de detección óptica de radiación.
- Instrumento de medida de neutrones de fondo para el experimento de detección de señuelos con el fin de desarrollar detectores capaces de distinguir entre ojivas y señuelos.

LACE fue desactivado el 14 de febrero de 1993.